# Economische school
Een economische school is een stroming binnen de economische wetenschap die een coherent systeem vormt van opvattingen over hoe de economie werkt. Er zijn vele verschillende scholen die elkaar deels overlappen en deels tegenspreken. Niet alle scholen in de geschiedenis van het economische denken worden nog breed aangehangen en ook niet alle scholen omvatten de economie in zijn geheel. De dominerende scholen worden wel orthodox genoemd, terwijl de overige scholen als heterodox worden aangeduid.
- School van Salamanca
- Mercantilisme: Steuart, Montchrestien, Colbert, Hörnigk, Justi (Schumpeter, Heckscher en Judges betogen dat hier door gebrek aan coherentie niet gesproken kan worden van een school)[2]
- Fysiocratisme

Moderne scholen:
- Klassieke economie
- Marxistische economie
- Neoklassieke theorie
- Ontwikkelingseconomie
- Oostenrijkse School
- Neo-schumpeteriaanse school
- Keynesiaanse economie
- Institutionele economie
- Gedragseconomie
- Neoricardiaanse school, ook wel Sraffiaanse school
- Ecologische economie